# Anabasis
Anabasis là chi thực vật có hoa trong họ Amaranthaceae.

## Hình ảnh

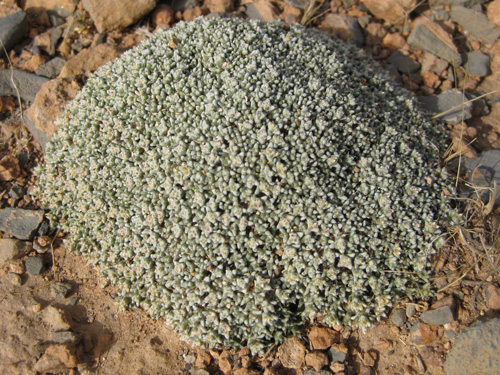